# خط دفاع أمستردام
بُني خط دفاع أمستردام بين العامَيْن 1883 و1920، هو حلقة واسعة قطرها 135 كم من التحصينات القريبة من أمستردام، وتتألف من 42 حصن يقع بين 10 إلى 15 كيلومتراً من وسط المدينة والأراضي المنخفضة التي يمكن بسهولة أن تغمرها المياه في زمن الحرب. وقد تم تصميم الفيضانات بحيث تعطي عمق حوالي 30 سم، وهو عمق غير كافي لعبور القوارب. وأي مباني تقع ضمن نطاق 1 كيلومتر من خط الدفاع لابد أن تصنع من الخشب، بحيث يمكن حرقها وإزالتها بسهولة. ويُعتبَر المثال الأوحد على تحصين مستمر يعتمد على مبدأ التحكّم بالماء. فمنذ القرن السادس عشر الميلادي وظّف الهولنديون معرفتهم الاستثنائية في مجال الهندسة المتعلّقة بالماء لخدمة دفاعهم. أما حماية وسط البلاد فكانت مؤمنة عبر شبكة مؤلّفة من 45 حصنًا تعمل ذخائرها بتناغم مع الفياضانات المؤقتة التي تسببها مجموعة من البلدر ونظام قنوات وهوَيس قنوات معقّد.

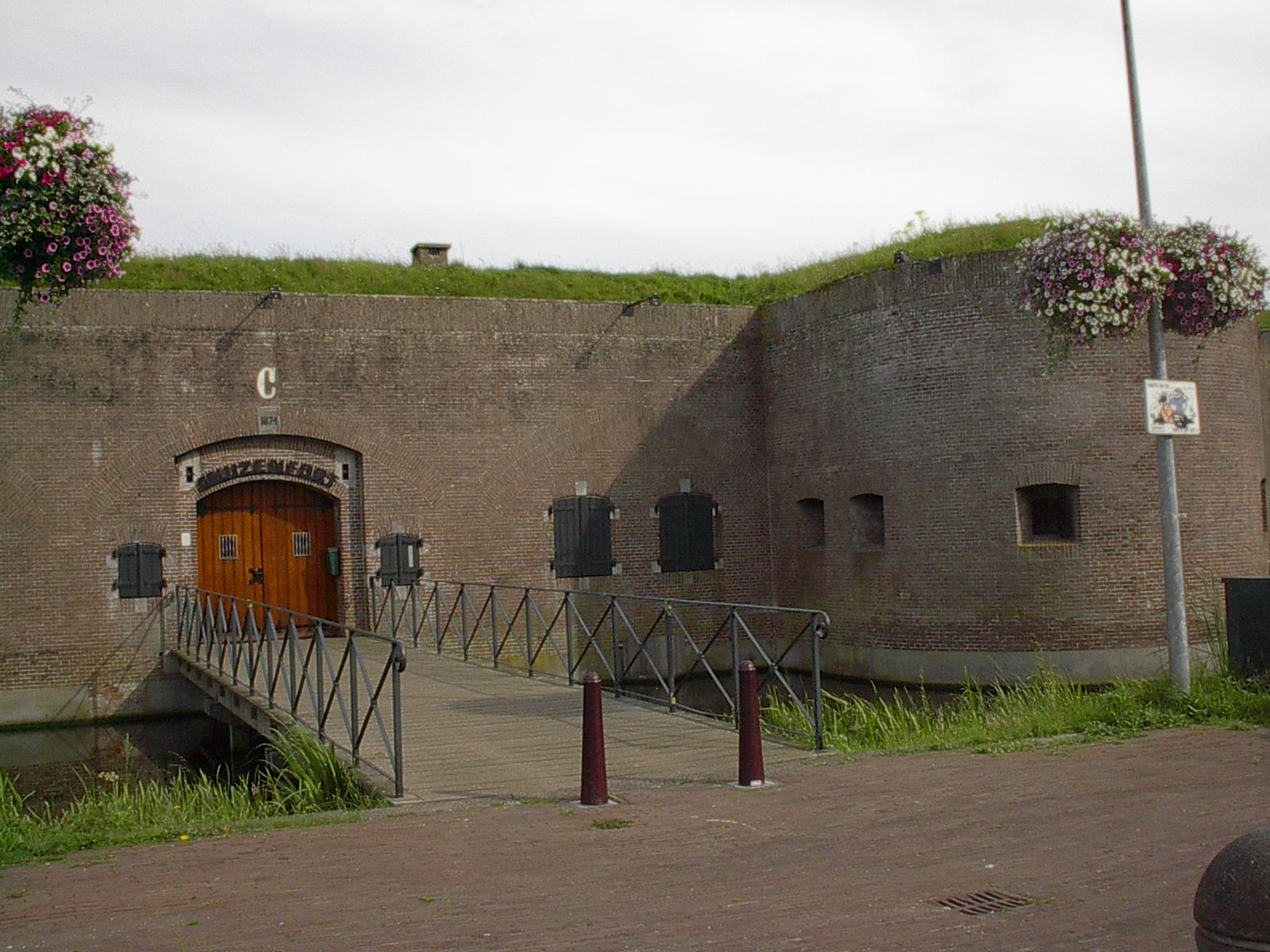
حصن ماوزن بمدينة ماودن.

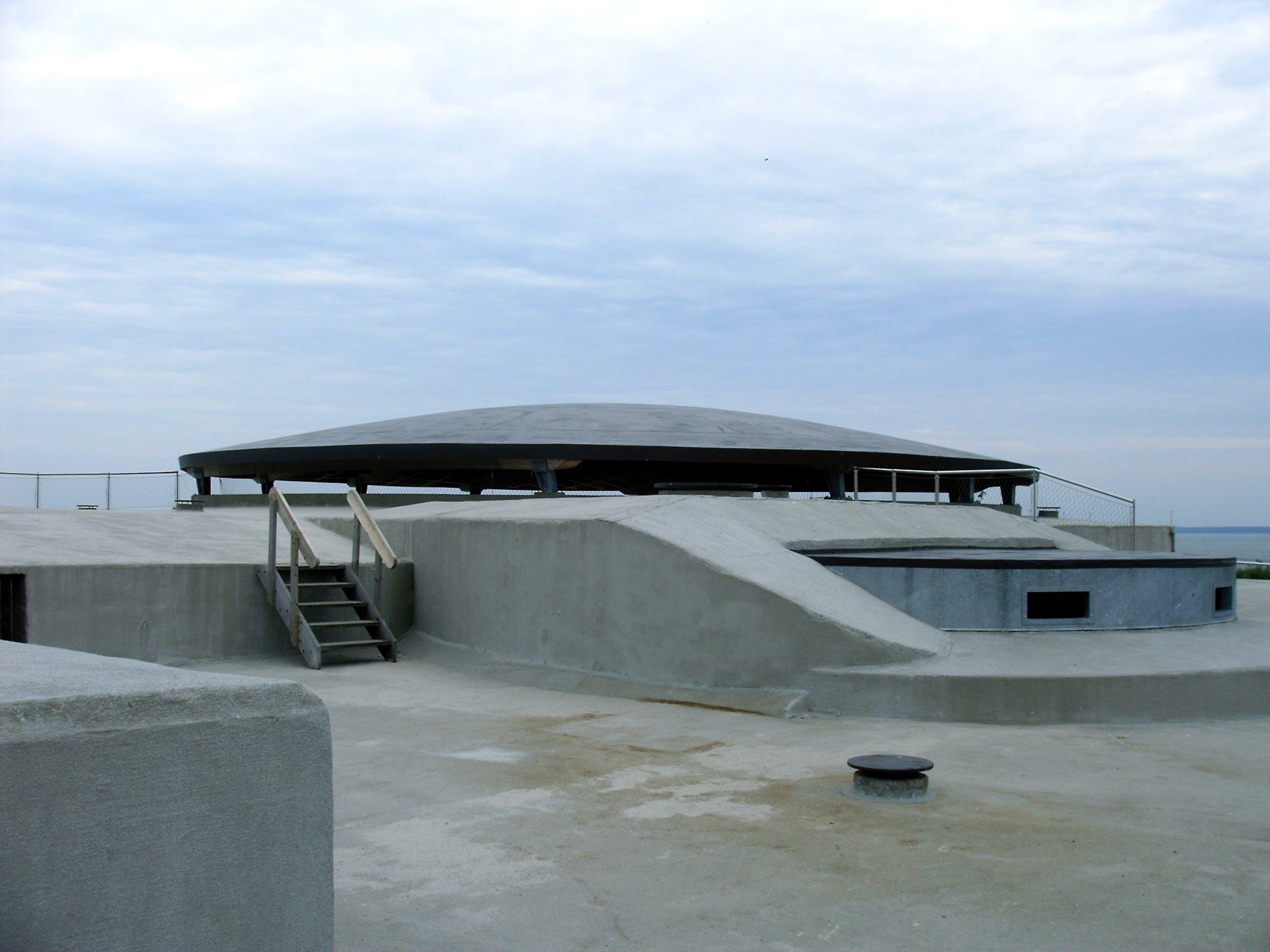
التحصينات على جزيرة بامبوس.